# アウグスト・コプフ

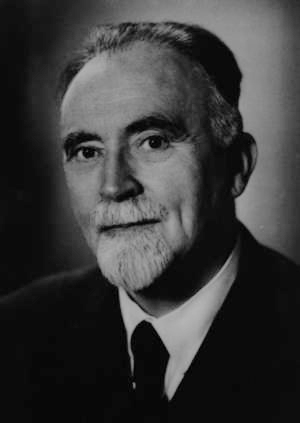
アウグスト・コプフ

アウグスト・コプフ（August Kopff、1882年2月5日 - 1960年4月25日) はドイツの天文学者である。多くの小惑星を発見した。

## 人物
ハイデルベルクに生まれた。1924年から1954年まで、始めはベルリンにあり後にハイデルベルクに移った天文計算局（Astronomischen Recheninstituts：ARI)の局長を務めた。
周期彗星22P/コプフ彗星と非周期彗星 C/1906 E1を発見し、共同発見した2個の小惑星を含む68個の小惑星を発見した。その中には重要なトロヤ群の小惑星(617) パトロクロスと (624)ヘクトルが含まれる。
なお、小惑星(1631)のコプフ (小惑星)は、彼に因んで命名された。